# Coolboy
Coolboy är en ort i republiken Irland.   Den ligger i grevskapet Wicklow och provinsen Leinster, i den östra delen av landet, 70 km söder om huvudstaden Dublin. Coolboy ligger 91 meter över havet och antalet invånare är 144.
Terrängen runt Coolboy är kuperad åt nordost, men åt sydväst är den platt. Runt Coolboy är det ganska glesbefolkat, med 22 invånare per kvadratkilometer. Närmaste större samhälle är Gorey, 14,7 km sydost om Coolboy. Trakten runt Coolboy består i huvudsak av gräsmarker.